# 李世榮 (岳池知縣)
李世榮（？年—？年），正白旗漢軍金大德佐領下人，清朝政治人物。

## 生平
由官學生考取筆帖式，補授刑部安徽筆帖式，本部司獄，以知縣用，嘉慶元年七月任四川順慶府岳池縣知縣。